# Мошніца-Ноуе (комуна)
Мошніца-Ноуе (рум. Moșnița Nouă) — комуна у повіті Тіміш в Румунії. До складу комуни входять такі села (дані про населення за 2002 рік):
- Албіна (279 осіб)
- Мошніца-Веке (1370 осіб)
- Мошніца-Ноуе (1450 осіб) — адміністративний центр комуни
- Рудічика (48 осіб)
- Урсень (1151 особа)

Комуна розташована на відстані 400 км на захід від Бухареста, 8 км на південний схід від Тімішоари.

## Населення
За даними перепису населення 2002 року у комуні проживали 4298 осіб.
Національний склад населення комуни:
| Національність | Кількість осіб | Відсоток |
| -------------- | -------------- | -------- |
| румуни         | 3530           | 82,1%    |
| угорці         | 598            | 13,9%    |
| цигани         | 114            | 2,7%     |
| словаки        | 21             | 0,5%     |
| німці          | 20             | 0,5%     |
| українці       | 6              | 0,1%     |
| серби          | 5              | 0,1%     |
| чехи           | 2              | < 0,1%   |
| болгари        | 1              | < 0,1%   |
| євреї          | 1              | < 0,1%   |

Рідною мовою назвали:
| Мова       | Кількість осіб | Відсоток |
| ---------- | -------------- | -------- |
| румунська  | 3628           | 84,4%    |
| угорська   | 587            | 13,7%    |
| циганська  | 39             | 0,9%     |
| словацька  | 20             | 0,5%     |
| німецька   | 13             | 0,3%     |
| сербська   | 5              | 0,1%     |
| українська | 4              | 0,1%     |
| чеська     | 2              | < 0,1%   |

Склад населення комуни за віросповіданням:
| Релігія                                       | Кількість осіб | Відсоток |
| --------------------------------------------- | -------------- | -------- |
| православні                                   | 3007           | 70,0%    |
| п'ятдесятники                                 | 587            | 13,7%    |
| римо-католики                                 | 345            | 8,0%     |
| реформати                                     | 320            | 7,4%     |
| баптисти                                      | 28             | 0,7%     |
| греко-католики                                | 5              | 0,1%     |
| унітарії                                      | 1              | < 0,1%   |
| старообрядці                                  | 1              | < 0,1%   |
| лютерани (Синодально-пресвітеріанська церква) | 1              | < 0,1%   |
| лютерани                                      | 1              | < 0,1%   |
| атеїсти                                       | 1              | < 0,1%   |